# ウンベルト・スアソ
ウンベルト・アンドレス・スアソ・ポンティボ（Humberto Andrés Suazo Pontivo, 1981年5月10日 - ）は、チリ・バルパライソ州出身のサッカー選手。元チリ代表。ポジションはフォワード。

## 来歴

### クラブ
6歳のときサンティアゴのクルブ・トリノでサッカーを始めた。1995年12月、ウニベルシダ・カトリカのユースチームに移籍した。2000年、CDニュブレンセに移籍しプロ契約を結んだ。デビュー戦となったマガジャネス戦でプロ初ゴールを決めている。シーズンの終わりに腓骨を負傷し7カ月間戦列を離れ、2001 FIFAワールドユース選手権を欠場した。2001年の終わりにマガジャネスに移籍し6試合に出場し、2002年は故郷のCSDサン・アントニオ・ウニドに移籍。2003年に3部リーグのサン・ルイス・デ・キジョータに移籍し、1シーズン中で40ゴールを決める活躍をした。
この活躍が認められてアウダックス・イタリアーノに移籍し、2シーズンで62試合に出場し40ゴールを決め、チリ屈指の強豪チームであるCSDコロコロへと移籍した。

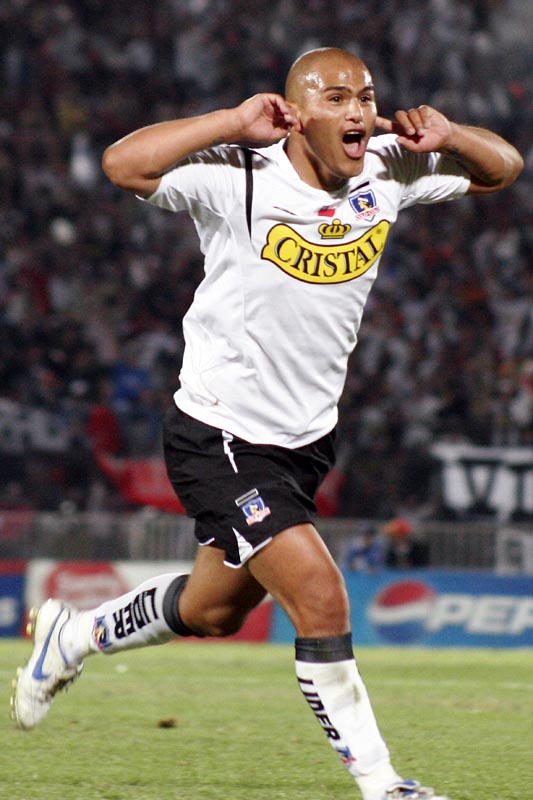
コロコロ時代のスアソ

2006年、コパ・リベルタドーレスに出場したが、チームは早々と敗退してしまった。しかしスアソはCDグアダラハラ戦ではハットトリックを達成しその能力の高さを示した。プリメーラ・ディビシオンでは37試合で34得点を挙げる活躍をし、国内リーグ前後期完全優勝を果たした。コパ・スダメリカーナでは12試合で10ゴールを挙げた。準々決勝のクラブ・デ・ヒムナシア・イ・エスグリマ・ラ・プラタ戦ではハットトリックをした。チームは決勝でCFパチューカに敗れ準優勝に終わった。2007年のプリメーラ・ディビシオン前期リーグでは17試合で18得点し前期リーグ得点王になった。
2007年6月、メキシコのCFモンテレイに800万ドルで移籍した。プリメーラ・ディビシオン前半戦では12試合で3ゴールしか決められず移籍の話がでたがチームに残留した。2008年4月6日、ティブロネス・ロホス・デ・ベラクルス戦で4ゴールを挙げチームはが7-2で勝利した。後半戦では調子を上げ最終的にこのシーズン31試合で19ゴールを決めた。2008シーズン前半戦で13ゴールを決め前半戦得点王となった。最終的にこのシーズン32試合で14ゴールを決めた。
2009年12月13日、前半戦21試合で11ゴールを決め、さらに前半戦の優勝決定戦で活躍し優勝を飾った。同年にはウルグアイのエル・パイス紙による南米ベストイレブンに選ばれた。
2010年1月8日、レアル・サラゴサにシーズン終了までの期限付き移籍することが決まった。この期限付き移籍には買い取りオプションが付加されている。2010年1月24日、ビジャレアルCF戦でデビューを果たし、1週間後のCDテネリフェ戦で初ゴールを決めた。2010年2月27日に行われたヘタフェCF戦で2得点した際は、アンダーシャツに書かれた「Fuerza Chile（チリよ、強くあれ）」という文字を見せて、チリ地震に遭った母国を励ました。移籍後の半年で6得点を決めてプリメーラ・ディビシオン（1部）残留に貢献したが、財政難のサラゴサは買い取りオプションを行使せず、再びモンテレイに戻った。
2015年10月にCSDコロコロを退団し無所属となっていたが、2016年1月15日に代理人を通じて現役引退を表明した。CFモンテレイは、スアソが同クラブ所属時に背負っていた26番を永久欠番にすることを発表した。
ところが2017年6月に古巣であり故郷のクラブであるサン・アントニオ・ウニドに加入し現役復帰。半年プレーした後2018年1月に再度引退するも、2019年7月、38歳の時にまたしても同クラブで現役復帰。その後、デポルテス・サンタ・クルス、デポルテス・ラ・セレナでのプレーを経て、2021年、メキシコ・CFモンテレイのリザーブチームとして発足し短期間存在したリーガ・デ・エクスパンシオンMXのラヤ2に加入。10試合に出場し1ゴールを決めた後、同クラブを退団。
その後は再びデポルテス・ラ・セレナでプレーした後、古巣のサン・ルイス・デ・キジョータに再加入しプレーを続けている。その一方で2024年12月、スアソやアルトゥーロ・ビダル、アレクシス・サンチェスらを含む13人の元チリ代表選手がチリサッカー連盟と国立サッカー研究所の共同プログラムを修了し、監督としてプロクラブの指揮が可能なProライセンスを授与された。

### 代表
チリ代表では2005年にデビューした。2006年に代表とクラブの国際試合でピーター・クラウチより1ゴール多い17ゴールを挙げ国際サッカー歴史統計連盟から“年間最多得点選手”に認定された。このとき代表では4ゴールを挙げこれはすべて親善試合での得点であった。
コパ・アメリカ2007に出場し3ゴールを挙げた。2010 FIFAワールドカップ・南米予選では、ブラジル代表のルイス・ファビアーノの9ゴールを上回る10ゴールをマークし、チリの2010 FIFAワールドカップ出場に貢献している。パラグアイ戦では本来のポジションではなく右サイドバックで起用された。本大会に出場するメンバーにも順当に選ばれたが、5月30日のイスラエル戦で左足太股を負傷した。

## 個人成績
| クラブ       | シーズン | リーグ | リーグ | コパ・ リベルタドーレス | コパ・ リベルタドーレス | コパ・ スダメリカーナ | コパ・ スダメリカーナ | インテルリーガ | インテルリーガ | 通算 | 通算 |
| クラブ       | シーズン | 出場   | 得点   | 出場                    | 得点                    | 出場                  | 得点                  | 出場           | 得点           | 出場 | 得点 |
| ------------ | -------- | ------ | ------ | ----------------------- | ----------------------- | --------------------- | --------------------- | -------------- | -------------- | ---- | ---- |
| CSDコロコロ  | 2006A    | 21     | 19     | 2                       | 3                       | -                     | -                     | -              | -              | 23   | 22   |
| CSDコロコロ  | 2006C    | 16     | 15     | -                       | -                       | 12                    | 10                    | -              | -              | 28   | 25   |
| CSDコロコロ  | 2007A    | 17     | 18     | 7                       | 5                       | -                     | -                     | -              | -              | 24   | 23   |
| CFモンテレイ | 2007-08  | 31     | 19     | -                       | -                       | -                     | -                     | 2              | 1              | 33   | 20   |
| CFモンテレイ | 2008-09  | 32     | 14     | -                       | -                       | -                     | -                     | -              | -              | 32   | 14   |
| CFモンテレイ | 2009-10  | 22     | 11     | -                       | -                       | -                     | -                     | -              | -              | 22   | 11   |

## 代表歴

### 出場大会
- チリ代表
  - 2010 FIFAワールドカップ

### 試合数
- 国際Aマッチ 60試合 21得点（2005年-2013年）[14]

| チリ代表 | 国際Aマッチ | 国際Aマッチ |
| 年       | 出場        | 得点        |
| -------- | ----------- | ----------- |
| 2005     | 3           | 0           |
| 2006     | 5           | 4           |
| 2007     | 14          | 4           |
| 2008     | 10          | 3           |
| 2009     | 9           | 6           |
| 2010     | 4           | 1           |
| 2011     | 9           | 3           |
| 2012     | 5           | 0           |
| 2013     | 1           | 0           |
| 通算     | 60          | 21          |

## タイトル

### クラブ
コロコロ
- プリメーラ・ディビシオン・デ・チリ : 2006A, 2006C, 2007A

モンテレイ
- プリメーラ・ディビシオン・デ・メキシコ : 2009-10A, 2010-11A
- CONCACAFチャンピオンズリーグ : 2010-11, 2011-12, 2012-13

### 個人
- プリメーラ・ディビシオン・デ・チリ得点王 : 2006A (19得点), 2007A (18得点)
- コパ・スダメリカーナ得点王 : 2006（10得点）
- プリメーラ・ディビシオン・デ・メキシコ得点王 : 2007-08C (16得点)
- CONCACAFチャンピオンズリーグ得点王 : 2011-12 (7得点)